# Anfechtungsklage
Die Anfechtungsklage ist eine Klageart in der deutschen Verwaltungsgerichtsordnung, in der Finanzgerichtsordnung und dem Sozialgerichtsgesetz. Im Gesellschaftsrecht wird die Klage gegen Beschlüsse der Hauptversammlung einer Aktiengesellschaft oder einer Eigentümerversammlung bei Eigentumswohnungen ebenfalls als Anfechtungsklage bezeichnet.

## Verwaltungsprozessrecht
Die Anfechtungsklage gemäß § 42 Abs. 1, 1. Alt. VwGO vor dem Verwaltungsgericht ist statthaft, wenn Klageziel die Aufhebung eines noch nicht erledigten Verwaltungsaktes ist. Dabei handelt es sich um eine sogenannte klageartabhängige Sachurteilsvoraussetzung. Mitunter wird auch von einer Aufhebungsklage gesprochen, wozu auch isoliert anfechtbare Nebenbestimmungen gehören. Eine solche Nebenbestimmung wäre z. B. bei einer Baugenehmigung die damit verbundene Bedingung auf Zahlung noch ausstehender kommunaler Abgaben. In dem Fall wäre Letzteres isoliert anfechtbar. Erledigung im vorgenannten Sinne liegt vor, wenn der Verwaltungsakt keine Rechtswirkungen mehr entfaltet, insbesondere wenn eine Rücknahme vorliegt oder die regelnde Wirkung aus anderen Gründen verloren hat. In Betracht kommen Zeitablauf, Tod des Adressaten bei höchstpersönlichen Verwaltungsakten oder der Wegfall des Regelungsobjekts, nicht jedoch der Vollzug des Verwaltungsaktes. Gegen schlichtes Verwaltungshandeln, sogenannte Realakte, ist die Anfechtungsklage nicht statthaft und deshalb unzulässig.
Gegenstand der Anfechtungsklage ist der Verwaltungsakt in der Gestalt, die er durch den behördlichen Widerspruchsbescheid gefunden hat, § 79 Absatz 1 Nr. 1 VwGO oder der Widerspruchsbescheid in den Fällen des § 79 Absatz 1 Nr. 2, Absatz 2 VwGO. Das bedeutet, dass gemäß §§ 68 ff., 73 VwGO ein erfolgloses Vorverfahren – soweit nicht ausnahmsweise entbehrlich – durchgeführt worden ist. Das kann aber auch bedeuten, dass die Widerspruchsbehörde untätig geblieben ist, was gemäß § 75 VwGO eine Anfechtungsklage in Gestalt Untätigkeitsklage nach sich ziehen kann, weil eine Beschwer beim Beschwerdeführer verblieben ist. Die Anfechtungsklage ist Gestaltungsklage, weil das Gerichtsurteil unmittelbar kassatorisch auf die Rechtslage einwirkt. Eine Umsetzung des Urteils durch die Verwaltung entfällt deshalb. Dadurch ist die Anfechtungsklage gegenüber den anderen in der VwGO enthaltenen Klagearten rechtsschutzintensiver: Obwohl auch eine Verpflichtungsklage mit dem Ziel, die Verwaltung zur Aufhebung eines Verwaltungsaktes zu verpflichten, denkbar erscheint, ist diese Klage unstatthaft, weil sie wegen der notwendigen Mitwirkung der Verwaltung einen geringeren Rechtsschutz bietet. Daraus folgt, dass die Anfechtungsklage nur gegen Verwaltungsakte der Eingriffsverwaltung statthaft ist.
Klagebefugnis besteht bei Geltendmachung der Verletzung eigener Rechte des Klägers, wozu substantiiert vorzutragen ist. Die herrschende Meinung vertritt dazu die sogenannte „Möglichkeitstheorie“, die es dem Gericht als möglich erscheinen lassen muss, dass der Kläger durch den angefochtenen Verwaltungsakt in eigenen Rechten verletzt ist. Verwaltungsakte mit belastender Drittwirkung werden nach der sogenannten „Schutznormtheorie“ betrachtet. Erforderlich ist bei der Drittanfechtungsklage die substantiierte Behauptung der Verletzung eines Grundrechts beziehungsweise einer einfachgesetzlichen Norm, die den Kläger als Teil eines hinreichend abgegrenzten Personenkreises gerade auch vor dem angegriffenen Verwaltungsakt schützen will.
Gemäß § 113 Abs. 1 VwGO ist die Anfechtungsklage begründet, soweit der Verwaltungsakt rechtswidrig und der Kläger dadurch in seinen Rechten verletzt ist. Maßgeblicher Zeitpunkt für die Beurteilung der Sach- und Rechtslage ist bei der Anfechtungsklage grundsätzlich der Zeitpunkt der letzten Behördenentscheidung, d. h. die Bekanntgabe des Widerspruchs- bzw. des Ausgangsbescheids bei Entbehrlichkeit des Vorverfahrens. Abgegrenzt zur Verpflichtungsklage: dort kommt es auf den Zeitpunkt der letzten mündlichen Verhandlung an.
Wird dieser nicht in seinem Sinne beschieden oder verstreicht eine längere Zeit, ohne dass die Behörde tätig wird (  ), ist die Anfechtungsklage zulässig.

## Steuerrecht
Die Anfechtungsklage hat Bedeutung auch für die Finanzgerichtsordnung (FGO). Sie richtet sich gegen belastende Verwaltungsakte (§ 40 Abs. 1 FGO). Das Gericht hebt den angefochtenen Verwaltungsakt selbst ganz oder teilweise auf, wenn die Klage erfolgreich ist (§ 100 Abs. 1 FGO). Auch hier handelt es sich um eine Gestaltungsklage, denn das Gericht gestaltet die Rechtslage unmittelbar, ohne dass es einer Umsetzung durch die Verwaltung bedarf.

## Sozialrecht
Auch das Sozialgerichtsgesetz (SGG) sieht in § 54 Abs. 1 SGG die auf Aufhebung (1. Fall) oder Abänderung (2. Fall) eines Verwaltungsaktes gerichtete Anfechtungsklage als Klageart vor.

## Gesellschaftsrecht
Darüber hinaus gibt es Anfechtungsklagen im Gesellschaftsrecht. Mittels dieser kann die Aufhebung von Beschlüssen der Hauptversammlung einer AG, KGaA, oder SE begehrt werden, wenn gerügt werden soll, dass diese gegen Satzung oder Gesetz verstoßen. Das Aktiengesetz sieht Anfechtungsklagen in § 241 Nr. 5, § 246 AktG vor. Wiegt der Verstoß so schwer, dass der Beschluss für nichtig erachtet wird, ist eine Nichtigkeitsklage nach § 241 zu erheben. Auf förmlich festgestellte Beschlüsse der Gesellschafterversammlung einer GmbH werden die Vorschriften über die Anfechtungsklage analog angewandt. Bei nicht förmlich festgestellten Beschlüssen ist hingegen die Feststellungsklage nach § 256 ZPO statthaft.
Das Gericht kann gemäß § 44 Abs. 1 WEG auf Anfechtungsklage eines Wohnungseigentümers einen Beschluss für ungültig erklären oder seine Nichtigkeit feststellen (Nichtigkeitsklage).